# Castnia
Genre
Le genre Castnia regroupe des lépidoptères de la famille des Castniidae, sous-famille des Castniinae, tribu des Castniini.

## Historique et dénomination
- Le genre Castnia a été décrit par l'entomologiste danois Johan Christian Fabricius en 1807[1].
- L'espèce type pour le genre est Castnia invaria volitans.

### Synonymie
- Castinia Rafinesque, 1815 [2]
- Acacerus Billberg, 1820 [3]
- Elina Houlbert, 1918 [4]

## Liste des espèces
Selon BioLib (21 février 2019) :
- Castnia atymnius Dalman, 1824
- Castnia estherae Miller, 1976
- Castnia eudesmia Gray, 1838
- Castnia evalthe
- Castnia fernandezi González, 1992
- Castnia invaria Walker, 1854
- Castnia juturna Hopffer, 1856
- Castnia lecerfi Dalla Torre, 1913